# 南代梅

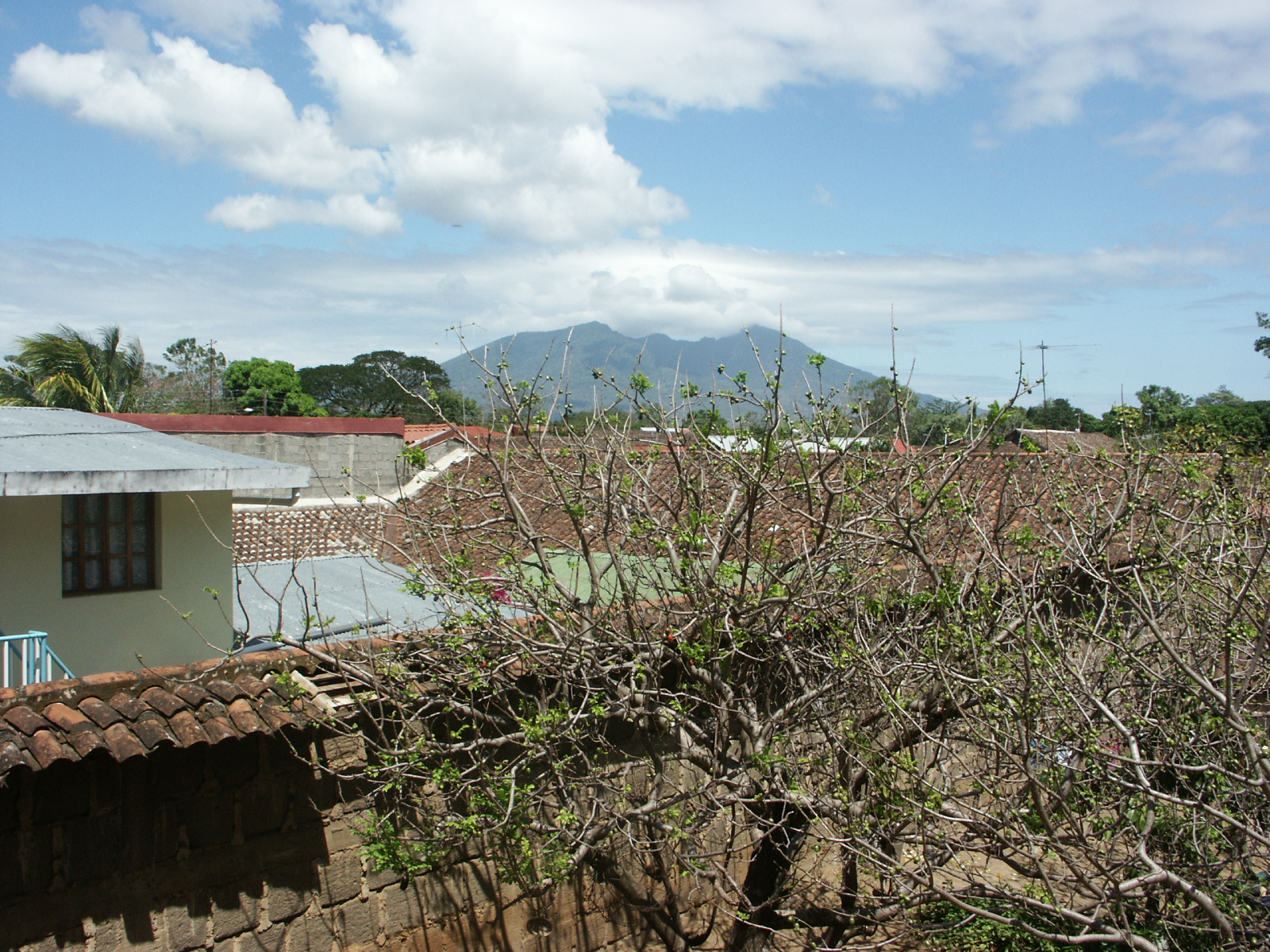
南代梅

南代梅（西班牙語：Nandaime），是尼加拉瓜的城鎮，位於該國西部，由格拉納達省負責管轄，始建於1890年10月29日，面積372平方公里，海拔高度118米，2005年人口34,288，人口密度每平方公里92.17人。
11°45′N 86°3′W / 11.750°N 86.050°W